# Bulbophyllum retusiusculum
Bulbophyllum retusiusculum är en orkidéart som beskrevs av Heinrich Gustav Reichenbach. Bulbophyllum retusiusculum ingår i släktet Bulbophyllum och familjen orkidéer. Inga underarter finns listade i Catalogue of Life.